# Chevereșu Mare
Chevereșu Mare est une commune située dans l'ouest de la Roumanie, dans la région de Transylvanie, dans le județ de Timiș.

## Démographie
| Recensement | Recensement | Composition ethnique | Composition ethnique | Composition ethnique | Composition ethnique | Composition ethnique | Composition ethnique | Composition ethnique |
| Année       | Population  | Roumains             | Hongrois             | Allemands            | Juifs                | Roms                 | Slovaques            | Autres               |
| ----------- | ----------- | -------------------- | -------------------- | -------------------- | -------------------- | -------------------- | -------------------- | -------------------- |
| 1920        | 3 699       | 2 539                | 522                  | 78                   | 5                    | -                    | -                    | 560                  |
| 1930        | 3 657       | 2 473                | 513                  | 58                   | 1                    | 58                   | 550                  | 4                    |
| 1941        | 3 575       | 2 308                | 493                  | 59                   | -                    | -                    | -                    | 715                  |
| 1977        | 2 651       | 1 901                | 326                  | 10                   | 0                    | 139                  | 271                  | 4                    |
| 1992        | 2 029       | 1 397                | 203                  | 8                    | 0                    | 225                  | 178                  | 18                   |
| 2002        | 1 910       | 1 343                | 207                  | 3                    | 1                    | 210                  | 133                  | 14                   |
| 2011        | 2 272       | 1 388                | 188                  | 4                    | 0                    | 439                  | 101                  | 152                  |